# Sichote-Alin-nedslaget

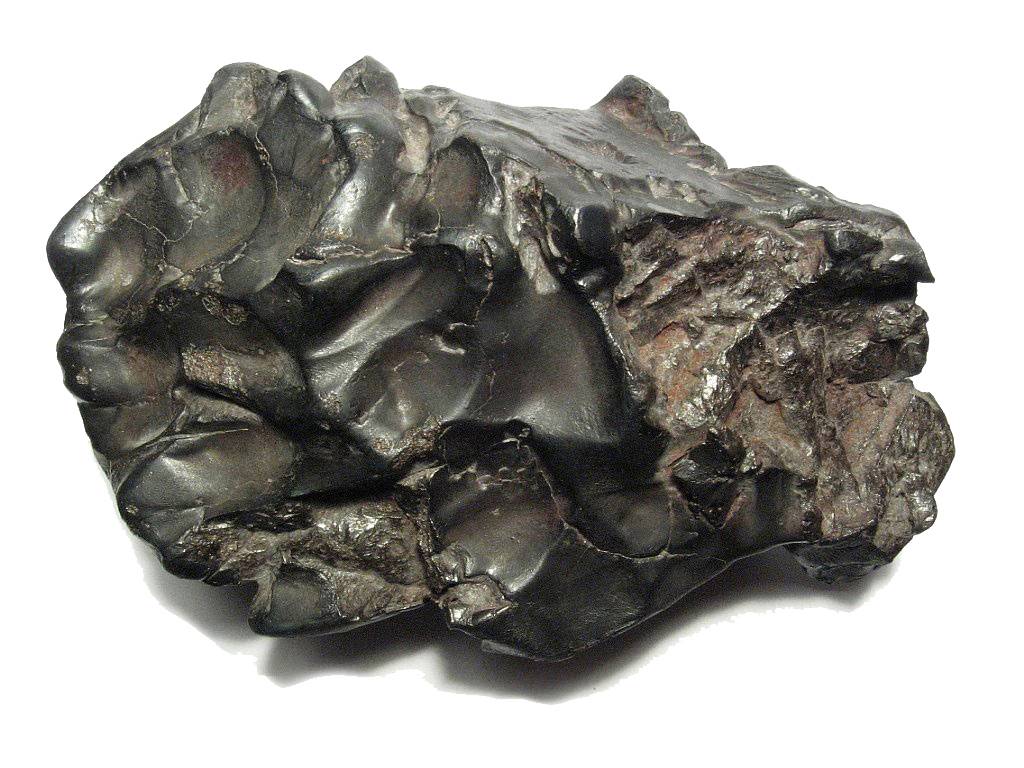
En Sichote-Alin-meteorit med gropig yta.

Sichote-Alin-nedslaget var ett meteoritnedslag som inträffade den 12 februari 1947 mellan Chabarovsk och Vladivostok i bergskedjan Sichote-Alin, i östra Sibirien (Primorskij kraj). Fastän stora meteoritnerslag har observerats och fragment blivit återfunna, är detta det största som är väldokumenterat – i kraft når det dock inte upp till nedslaget i Tunguska 1908. Uppskattningsvis 70 ton överlevde färden genom atmosfären och nådde jordytan. Tusentals järnmeteoriter har återfunnits vägande allt från 6 mg till 1 745 kg.

## Historia

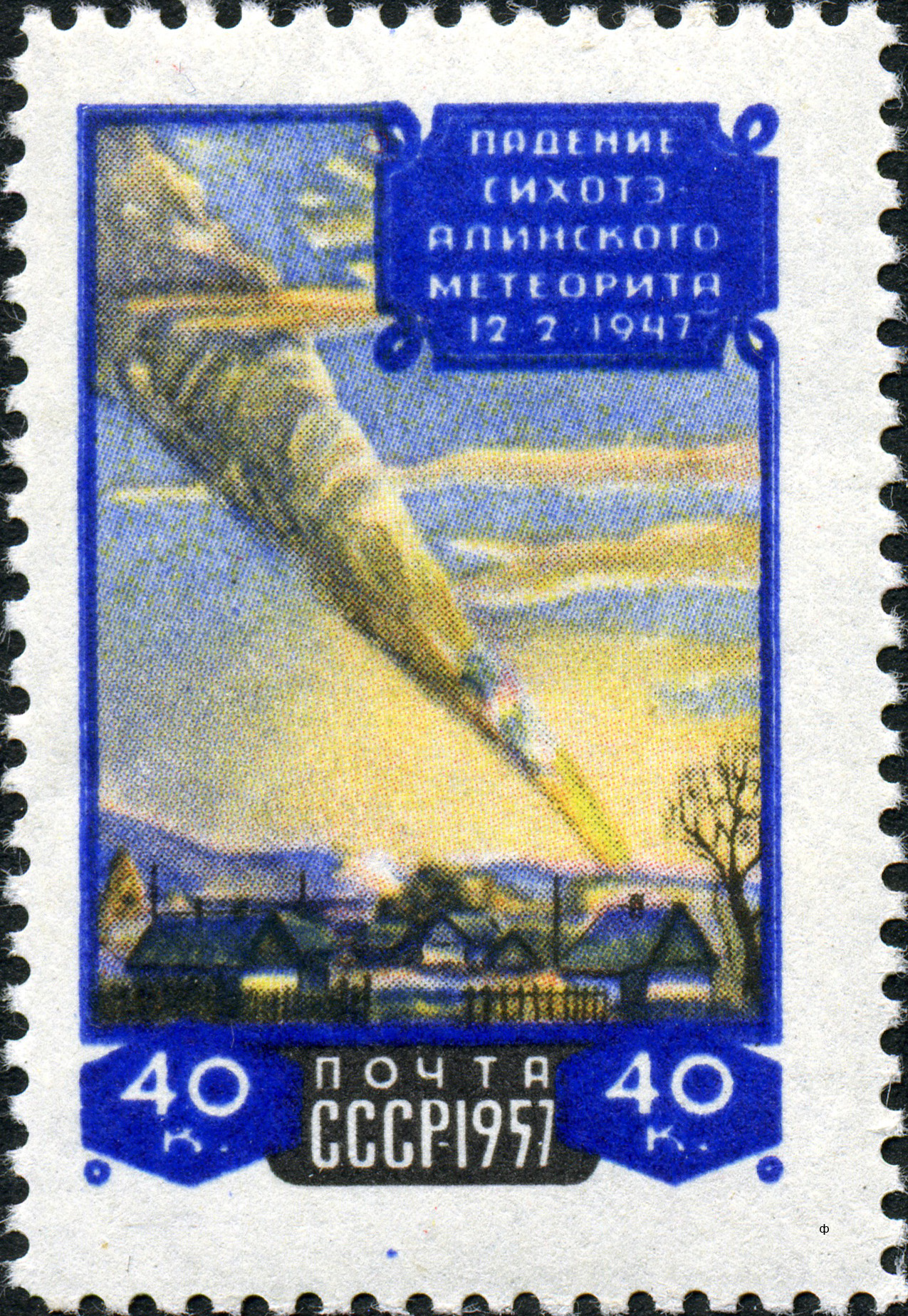
Frimärket som gavs ut till tioårsminnet av nedfallet, med en reproduktion av P. J. Medvedevs målning.

Omkring klockan 10.38 (00.38 UT) på förmiddagen den 12 februari 1947 såg ögonvittnen i Sichote-Alin i dåvarande Sovjetunionen en kraftig bolid som var ljusstarkare än solen som kom norrifrån och gick ner i ungefär 41° vinkel. De starka ljusskenet och det öronbedövande ljudet observerades på upp till 180 kilometers avstånd från nedslagsplatsen inte långt från Luchegorsk och ungefär 440 km nordost om Vladivostok. En rökplym, vars längd uppskattats till 32 km, syntes i flera timmar efteråt.
När meteoriden inträdde i jordatmosfären med en hastighet på cirka 14,5 km/s bröts den sönder och delarna föll tillsammans. På ungefär 5 600 meters höjd exploderade uppenbarligen huvudmassan i en våldsam explosion.
Den 20 november 1957 gav Sovjetunionen ut ett minnesfrimärke över meteoritnedfallet. Det avbildar en målning av konstnären och ögonvittnet P. J. Medvedev – han skulle just påbörja en skiss när eldklotet dök upp, så han ritade av vad han såg.

## Bana
Eftersom fallet ägde rum på dagen observerades det av många ögonvittnen. Från deras observationsdata uppskattade den dåvarande ordföranden vid Rysslands Vetenskapsakademins meteoritkommitté, Vasilij Grigorievich Fesenkov, meteoridens bana. Denna var elliptisk och hade sitt aphelium i asteroidbältet, liksom många andra småkroppar som korsar jordens bana. Banan hade troligtvis uppkommit genom en kollision i asteroidbältet.

## Storlek
Sichote-Alins totala massa har uppskattats till 90 ton. En senare uppskattning av Valentin Tsvetkov med flera sätter massan till 100 ton.
Fyra expeditioner till nedslagsområdet 1947–1950 resulterade i 8 500 meteoritfragment med en sammanlagd vikt på 23 ton och fyra expeditioner 1967–1970 gav ytterligare 1621 fragment sammanlagt vägande 332 kg (ett stort antal var mikrometeoriter och den minsta vägde bara 6 mg). År 1996 var 28 till 29 ton material känt.

## Spridningsfält och kratrar
Meteoriterna spreds över ett ungefärligen elliptiskt område som av Krinov ansågs vara på 1,6 km2 (storaxeln 2 km, lillaxeln 1 km) och att exemplar som hittades längre bort hade spridits med vindens hjälp, men Tsvetkov utökade senare området till 12×4 km bland annat genom fynd av en meteorit på 43 kg som omöjligen kunde vara vindtransporterad. Nedslaget orsakade över 122 kratrar större än 0,5 m – den största har en diameter på 26 m och är 6 m djup.  Meteoritfragment kilades också in i träd i området och många träd fälldes.

## Sammansättning och klassifikation

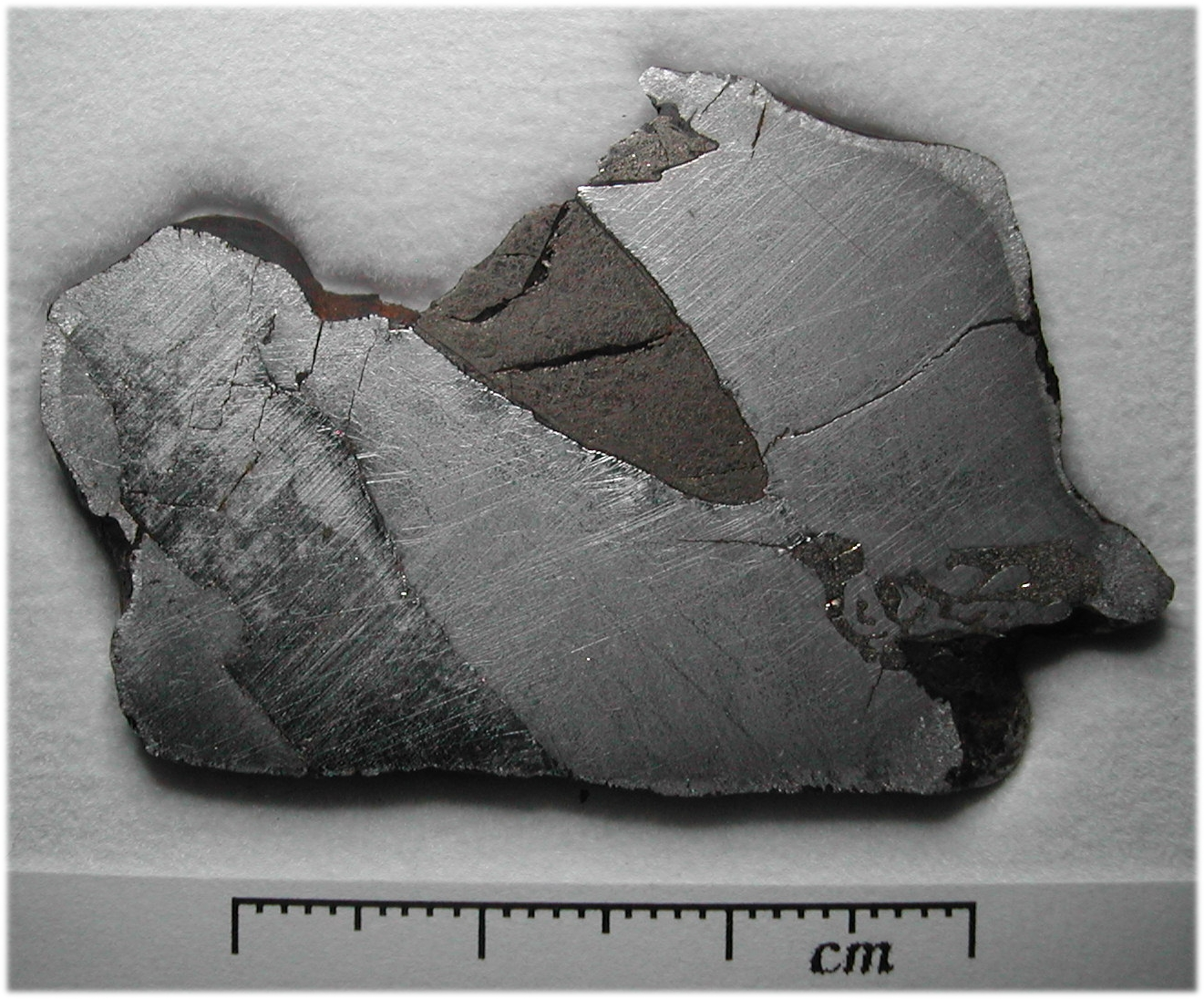
Tvärsnitt av en Sichote-Alin-meteorit.

Sichote-Alin-meteoriterna klassas som järnmeteoriter av den kemiska typen II AB och med en grovt oktahedritisk struktur. De består av ungefär 93,32 % järn, 5,71 % nickel, 0,48 % kobolt, 0,46 % fosfor och 0,28 % svavel 110 ppm koppar 52 ppm gallium, 16 ppm germanium och 0,03 ppm iridium. Meteoriterna består huvudsakligen av kamacit med lite taenit – andra ingående mineraler i mindre mängd är kogenit, troilit, kromit, daubreelit och schreibersit.

## Exemplar
De enskilda Sichote-Alin-meteoriterna är huvudsakligen av två typer:
1. gropiga, med smältskorpa och tecken på atmosfärisk ablation och
2. splitter, skarpkantade bitar som visar tecken på en våldsam fragmentering.

Den första typen bröts troligen loss tidigt under nedfärden och har en gropig yta. Den andra typen är fragment som antingen uppstod vid explosionen i atmosfären (troligen de flesta) eller vid själva nedslaget på den frusna marken.
Många, bland dem det största exemplaret (1 745 kg), är utställda på Минералогический Музей им. А.Е. Ферсман ("A.E. Fersmans Mineralogiska Museum") i Moskva och ett stort antal har hamnat på samlarmarknaden.

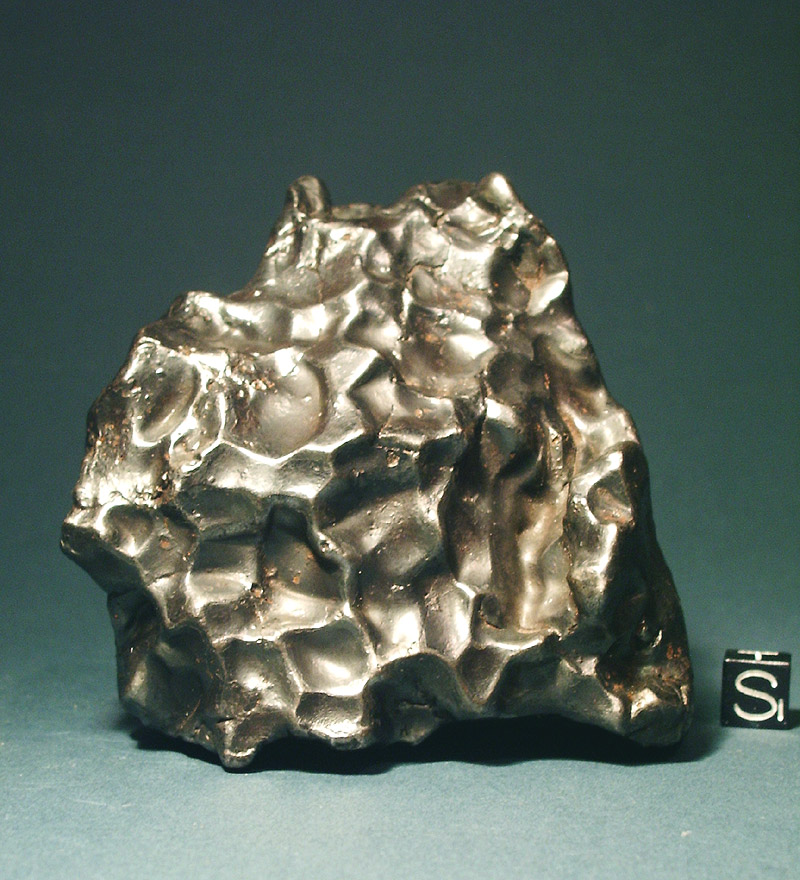
Ett gropigt och uppolerat exemplar
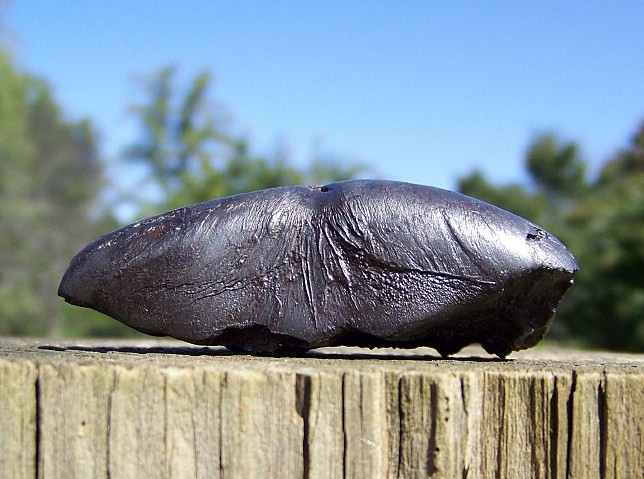
Exemplar med tydlig orientering
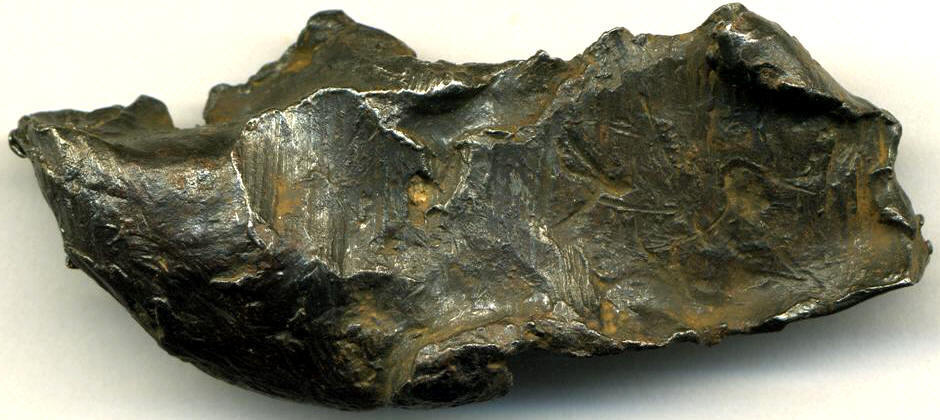
Meteoritsplitter